# Caccobius histeroides
Caccobius histeroides är en skalbaggsart som beskrevs av Ménétriès 1832. Caccobius histeroides ingår i släktet Caccobius och familjen bladhorningar. Inga underarter finns listade.